# Spejderleder
En spejderleder, er en voksen spejder, som har et overordnet ansvar for en aldersgruppe i en spejdergruppe. En spejderleder har typisk en eller flere assistenter, som vedkommende samarbejder med i at udfører opgaverne. I daglig tale skelnes der ikke imellem lederne og assistenterne, hvor begge grupper refereres til som leder eller lederne. Lederen for en hel spejdergruppe kaldes en gruppeleder og er spejderledernes nærmeste leder.
Der findes ikke et officielt uddannelseskrav for at kan blive spejderleder, men de forskellige korps inden for spejderbevægelsen tilbyder lederkurser, ligeledes ses det typisk at ledere og assistenter har været spejder tidligere og dermed opnået en vis form for erfaring.
 Der er for få eller ingen kildehenvisninger i denne artikel, hvilket er et problem. Du kan hjælpe ved at angive troværdige kilder til de påstande, som fremføres i artiklen.